# Ведмедиця сітчаста
Ведмедиця сітчаста (Coscinia cribraria) — вид метеликів з родини еребід (Erebidae).

## Поширення
Вид поширений в Європі, за винятком найпівнічніших частин; також у північно-західній Африці, Казахстані, Сибіру, Монголії, північно-західному та північно-східному Китаї.

## Зовнішній вигляд
Розмах крил 30-35 мм. Передні крила білі з численними чорними цятками або без них. Задні крила жовтувато-білі або сірі.

## Спосіб життя
Метелик літає з липня по серпень залежно від місця розташування. Личинки харчуються різними трав'янистими рослинами, включаючи кострицею, верес звичайний і подорожник ланцетолистий.